# Petru-Pavel Ianto
Petru-Pavel Ianto (n. 8 iulie 1960, Timișoara) este un fost handbalist român.
Se numără printre marele nume ale echipei de handbal HCM Politehnica Timișoara.
Are în palmares, printre altele, un Campionat Mondial Universitar, în 1985 și o Cupă a României, în 1986.
După retragere, a devenit antrenor de handbal.